# Chris Attoh
Chris Attoh (nombre de nacimiento: Christopher Keith Nii Attoh, 17 de mayo de 1974) es un actor, presentador de televisión y productor ghanés. Es conocido por su interpretación de Kwame Mensah en la telenovela Tinsel. Ha declarado que tiene como meta colocar a su país en el mapa del entretenimiento global.

## Biografía
Asistió a la escuela Achimota y a la academia de Acra. Allí, entre sus compañeros se contaba Nathan Adisi, el empresario del entretenimiento y locutor de radio. Más tarde, Attoh estudió Pintura en la Universidad Kwame Nkrumah de Ciencia y Tecnología; luego fue a Londres para estudiar Banco y Seguridad.
Condujo la edición 2016 de los Vodafone Ghana Music Awards con Naa Ashorkor y Dj Black. Además, fue el presentador de la edición 2014 de los F.A.C.E List Awards en la ciudad de Nueva York con Sandra Appiah.
En cuanto a su vida privada, se casó con Damilola Adegbite en 2015, pero se divorciaron en septiembre de 2017. El 6 de octubre del año siguiente, en Acra, se casó con Bettie Jennifer, una mujer de negocios residente en Estados Unidos;  el 11 de mayo de 2019 la asesinaron de un tiro cuando salía de su oficina en Maryland.

## Filmografía

### Películas
- An Accidental Zombie (Named Ted) (2018)
- Esohe
- A Trip to Jamaica (2016)
- Happiness is a Four Letter Word (2016)
- Single and Married
- Flower Girl (2013)
- Journey to Self (2012)
- Single and Married (2012)
- Sinking Sands
- Six hours To Christmas
- Love and War
- Swings [12]

### Televisión
- Tinsel (2008-2013)
- Shuga (tercera temporada) (2013-2015)